# بعد از همه‌چیز
بعد از همه‌چیز (به انگلیسی: After Everything) یا عشق ابدی (به انگلیسی: Eternal Love) یا تفنگ ساچمه‌زنی (به انگلیسی: Shotgun) فیلمی محصول سال ۲۰۱۸ و به کارگردانی هانا مارکس و جوئی پاور است. در این فیلم بازیگرانی همچون جرمی آلن وایت، مایکا مونرو، دیرون هورتون، ساشا لین، دین وینترز، جو کیری، جینا گرشان، مریسا تومی، بیل سیج، اولیویا لوکاردی، ریا کایهلستد، پیتر وک، سندهیل رامامورثی و آنا ایزابل ایفای نقش کرده‌اند.